# Barotselândia
Barotselândia, ou Barocelândia (em inglês Barotseland; em lozi: Mubuso Bulozi), é uma região localizada entre Namíbia, Botsuana, Zimbábue, Zâmbia e Angola. É a terra natal do povo lozi ou barotse, ou malozi, que é um grupo unificado de mais de 20 tribos anteriormente diversas, relacionadas por parentesco, cujo ramo original é o luyi (maluyi), e também assimilado a tribo soto do norte da África do Sul como o makololo.
Os barotse falam lozi, uma língua mais intimamente relacionada com o sesoto. Barotselândia cobre uma área de 126.386 quilômetros quadrados, mas estima-se que tenha sido duas vezes maior em certos pontos de sua história. Antigamente como um império, o reino se estendia para a Namíbia e Angola e incluía outras partes da Zâmbia, incluindo sua Província de Copperbelt, a sudoeste da Província de Catanga da República Democrática do Congo.
Sob a administração colonial britânica, Barotselândia desfrutou de relativa autonomia do final do século XIX. O Litunga, a palavra lozi para o rei de Barotselândia, tinha negociado acordos, primeiro com a Companhia Britânica da África do Sul (CBAS), e depois com o governo britânico que assegurava que o reino mantivesse grande parte de sua autoridade tradicional. Barotselândia era essencialmente um estado-nação, um protetorado dentro do maior protetorado da Rodésia do Norte. Em troca desse status de protetorado, o Litunga deu os direitos de exploração mineral da CBAS em Barotselândia.
Em 1964, Barotselândia tornou-se parte da Zâmbia quando esse país alcançou a independência. No entanto, algumas pessoas afirmam que a Zâmbia violou o Acordo de Barotselândia de 1964 e buscou a independência da Zâmbia. Em 2012, um grupo de líderes tradicionais lozi, chamando-se de Conselho Nacional de Barotselândia, pediu a independência; outros chefes tribais se opõem à secessão, no entanto.